# Ragnhildur Helgadóttir
Ragnhildur Helgadóttir (* 26. Mai 1930 in Reykjavík; † 29. Januar 2016) war eine isländische Politikerin der Unabhängigkeitspartei (Sjálfstæðisflokkur), die von 1961 bis 1962 erste Präsidentin des Unterhauses des Althing war. Sie war zugleich auch die einzige Präsidentin des Unterhauses.

## Biografie
Ragnhildur Helgadóttir, Tochter des Arztes und langjährigen Vorsitzenden des Pfadfinderverbandes Bandalag íslenskra skáta Helgi Tómasson (1896–1958), wurde 1956 als Kandidatin der Unabhängigkeitspartei zur Abgeordneten des Unterhauses des Althing gewählt und gehörte diesem zunächst 1963 an, wobei sie zwischen 1956 und 1959 die einzige weibliche Abgeordnete war. Während dieser Zeit war sie zunächst 1959 2. Vizepräsidentin des Althing, anschließend von 1959 bis 1960 2. Vizepräsidentin des Unterhauses sowie 1961 bis 1962 erstmals Präsidentin des Unterhauses. Danach war sie zwischen 1962 und 1963 wieder 2. Vizepräsidentin des Unterhauses.
1971 wurde sie wiederum Abgeordnete des Unterhauses und gehörte der zweiten Kammer des Althing diesmal bis 1979 an. Während dieser Zeit war sie zwischen 1974 und 1978 nicht nur erneut Präsidentin des Unterhauses, sondern zugleich 1975 auch Präsidentin des Nordischen Rates.
Zuletzt wurde sie 1983 Abgeordnete des Unterhauses und war dessen Mitglied bis zur Parlamentsreform 1991, die dazu führte, dass das bisherige Zweikammersystem abgeschafft wurde.
Im Mai 1983 wurde sie von Premierminister Steingrímur Hermannsson zur Bildungsministerin in dessen Regierung berufen. Nach einer Regierungsbildung gehörte sie dessen Regierung von 1985 bis Juli 1987 als Ministerin für Gesundheit, Soziales und Kommunikation an.